# Exocentrus mindoroensis
Exocentrus mindoroensis är en skalbaggsart som beskrevs av Stefan von Breuning 1957. Exocentrus mindoroensis ingår i släktet Exocentrus och familjen långhorningar.
Artens utbredningsområde är Filippinerna. Inga underarter finns listade i Catalogue of Life.